# Paige Culver
Paige Culver (Oakville, 4 aprile 1997) è una calciatrice canadese, difensore del London City Lionesses.

## Biografia
Culver cresce con la famiglia a Oakville, grande centro della provincia dell'Ontario, Canada, frequentando la St. Thomas Aquainas dove si appassiona allo sport giocando sia a calcio che a pallavolo.

## Carriera

### Club e calcio universitario
Dopo aver giocato nella selezione provinciale dell'Ontario, indossandone la fascia di capitano tra il 2010 e il 2013, periodo in cui fece anche parte del National Training Center della federazione calcistica del Canada (Canadian Soccer Association - CSA), nel 2014 ha la sua prima esperienza in una squadra di club, sottoscrivendo un contratto con il Toronto Lady Lynx per giocare nella Central Conference della United Soccer Leagues W-League. In quella stagione scende in campo in tutti i 12 incontri disputati dalla sua squadra che, con 4 vittorie, 3 pareggi e 5 sconfitte, chiude il campionato regionale al quarto posto, con 17 punti, fallendo l'accesso ai play-off.
Nel 2015 decide di approfondire gli studi negli Stati Uniti d'America frequentando la Kent State University (KSU) con sede a Kent, in Ohio, dove affianca al percorso scolastico l'attività sportiva, giocando per la squadra di calcio femminile universitario dell'ateneo, la Kent State Golden Flashes, iscritta alla Mid-American Conference. Nei quattro anni di frequentazione indossa ininterrottamente la maglia delle Golden Flashes marcando fino al 2018 80 presenze e 4 reti, risultando fino a quel momento la seconda giocatrice per presenze per la KSU. In quel periodo viene premiata con numerosi trofei individuali.
Terminata l'università, nell'estate 2019 decide di trasferirsi in Europa, accettando la proposta del Pink Sport Time, uno degli acquisti della società di Bari allo scopo di rinforzare l'organico in previsione della stagione entrante con la squadra ripescata in Serie A a completamento organico dopo la mancata iscrizione di ChievoVerona Valpo e Mozzanica. Il tecnico Domenico Caricola la impiega fin dalla 1ª giornata di campionato, nel promettente pareggio casalingo con il Sassuolo concluso con tre reti per parte. Scende in campo anche nell'unico incontro di Coppa Italia, quello che l'11 dicembre 2019 allo stadio Antonio Antonucci di Bitetto vede la Roma superare il turno solo ai tempi supplementari con il risultato di 2-0.
Nell'estate 2020 si trasferisce in Francia, firmando con il Soyaux.

## Statistiche

### Presenze e reti nei club
Statistiche aggiornate al 2 luglio 2020.
| Stagione        | Squadra         | Campionato      | Campionato | Campionato | Coppe nazionali | Coppe nazionali | Coppe nazionali | Coppe continentali | Coppe continentali | Coppe continentali | Altre coppe | Altre coppe | Altre coppe | Totale | Totale |
| Stagione        | Squadra         | Comp            | Pres       | Reti       | Comp            | Pres            | Reti            | Comp               | Pres               | Reti               | Comp        | Pres        | Reti        | Pres   | Reti   |
| --------------- | --------------- | --------------- | ---------- | ---------- | --------------- | --------------- | --------------- | ------------------ | ------------------ | ------------------ | ----------- | ----------- | ----------- | ------ | ------ |
| 2019-2020       | Pink Sport Time | A               | 15         | 0          | CI              | 1               | 0               |                    | -                  | -                  |             | -           | -           | 16     | 0      |
| 2020-2021       | Soyaux          | D1              | 6          | 0          | CF              | 1               | 0               |                    | -                  | -                  |             | -           | -           | 7      | 0      |
| 2021-2022       | Bordeaux        | D1              | 0          | 0          | CF              | -               | -               | UWCL               | 0                  | 0                  |             | -           | -           | 0      | 0      |
| Totale carriera | Totale carriera | Totale carriera | 21         | 0          | -               | 2               | 0               |                    | -                  | -                  |             | -           | -           | 23     | 0      |